# Сармеола (Падова)
Сармеола је насеље у Италији у округу Падова, региону Венето.
Према процени из 2011. у насељу је живело 7797 становника. Насеље се налази на надморској висини од 16 м.